# Vassa (Argolis)
Koordinaten: 37° 41′ 17″ N, 23° 6′ 34″ O

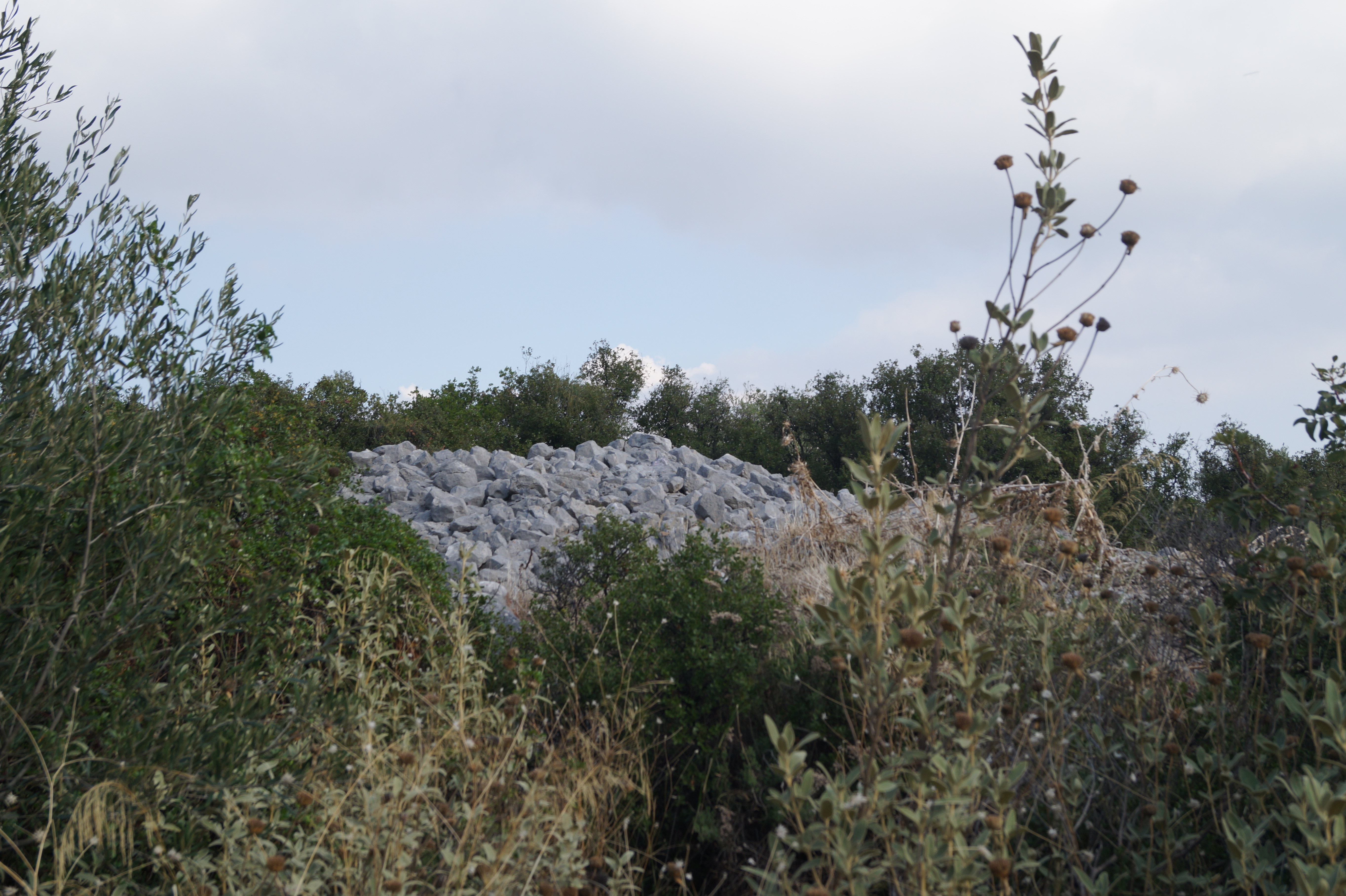
Steinhügel der frühhelladischen Befestigung auf der Akropolis von Vassa

Vassa (griechisch Βασσά) ist eine archäologische Stätte im Nordosten der Argolis in Griechenland. Sie liegt auf einem Hügel in 175–185 m Höhe etwa 3 km westlich der Küste des Saronischen Golf und 2 km nordwestlich von Nea Epidavros. Von Vassa konnte der Pass von Dimena überblickt werden.
Die Stätte wurde im Sommer 2003 innerhalb des Eastern Korinthia Archaeological Survey (EKAS) entdeckt. Man fand Frühhelladische, Mittelhelladische und Späthelladische Keramik, wobei FH II am stärksten vertreten war. Wenige Keramikscherben stammten aus FH I. Weitere Funde waren Mühlsteine aus Andesit, die vermutlich von Ägina importiert wurden. Auf einem Gelände von 2–3 ha fand man 15–20 Steinhügel. Einige Steinhügel sind durch lineare Steinhaufen miteinander verbunden und bilden so eine Ringmauer, die einen Bereich von etwa 1 ha umschließt. Vermutlich handelt es sich bei den Steinhaufen, die in die Befestigung integriert wurden, um Türme oder Bastionen. In der Mitte fand man einen besonders großen Steinhügel. Möglicherweise handelt es sich hierbei um die Ruinen eines zentralen Turms. In dessen Umfeld fand man auch einen Dachziegel aus FH II. Vermutlich gab es eine zweite konzentrische Ringmauer. Die frühhelladischen Ruinen in Vassa sind besser erhalten als die von Vagia.
Westlich von Vassa erstreckt sich eine fruchtbare etwa 6 ha große Hochebene. Südlich dieser Hochebene gibt es etwa 150 m südwestlich und 200 m westlich von Vassa zwei weitere ähnliche Strukturen. Sie sind kleiner und bestehen nur aus wenigen Steinhügeln.

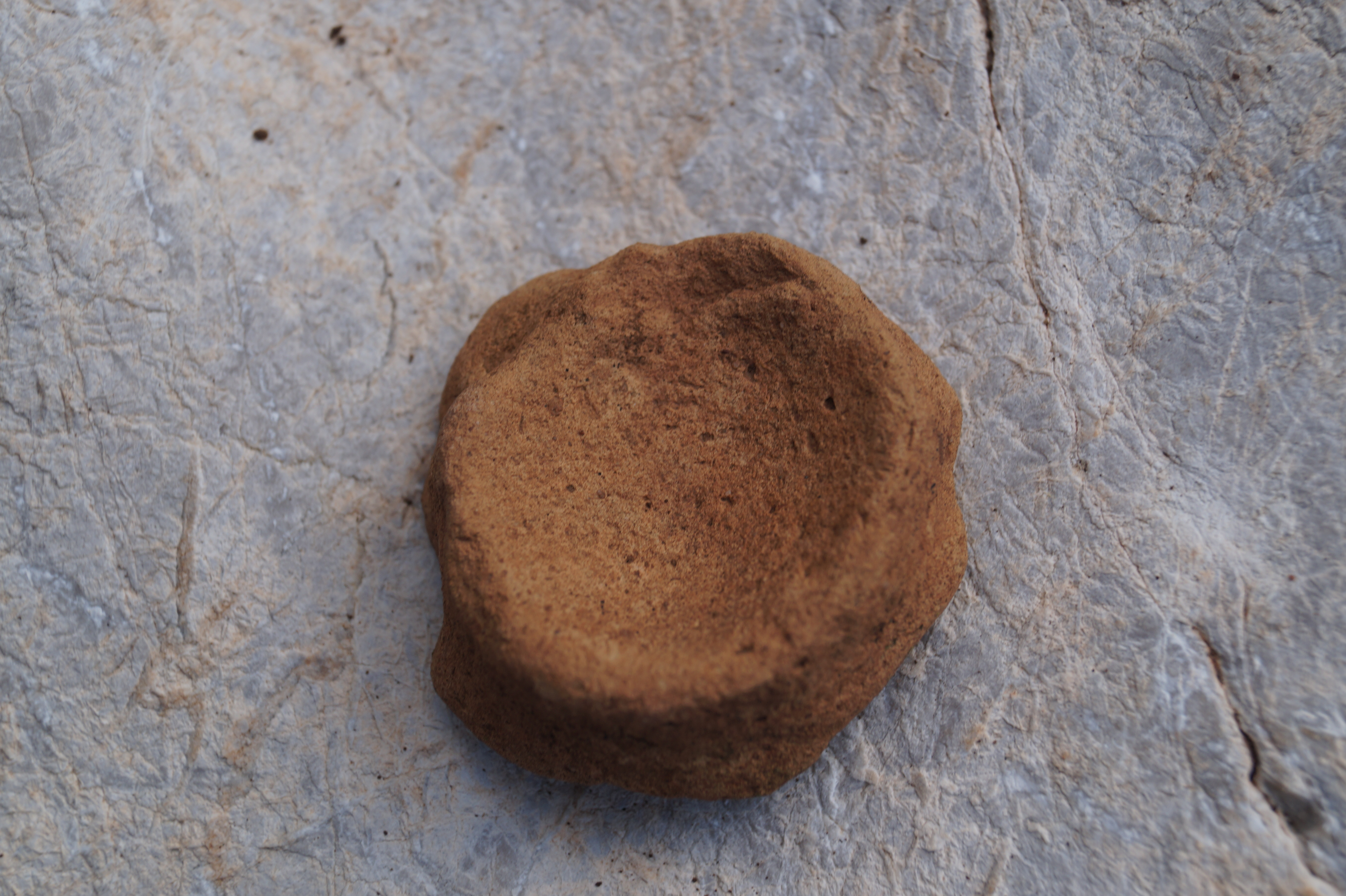
Tonscherbe von der Akropolis von Vassa
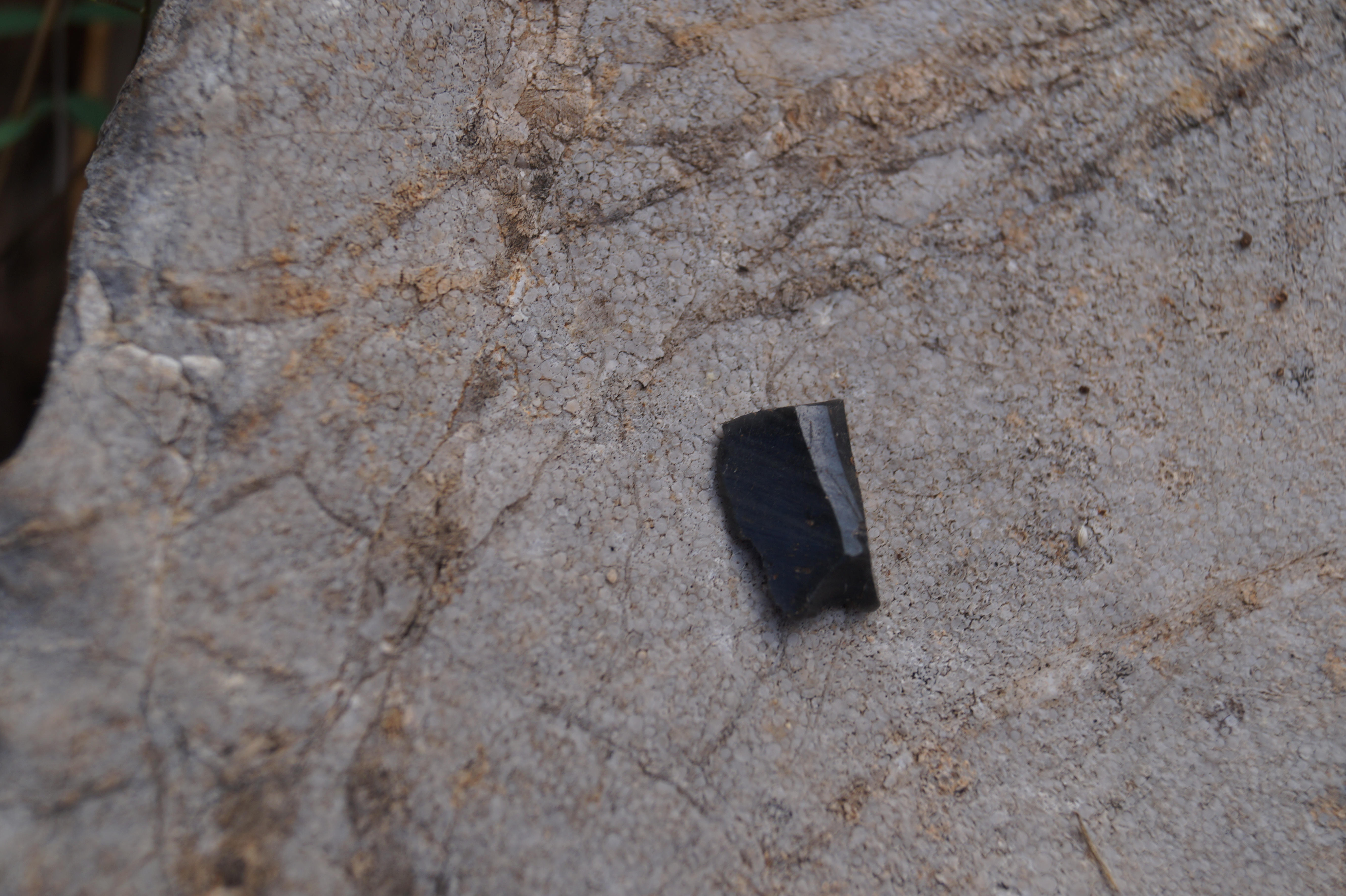
Obsidianklinge von der Akropolis von Vassa
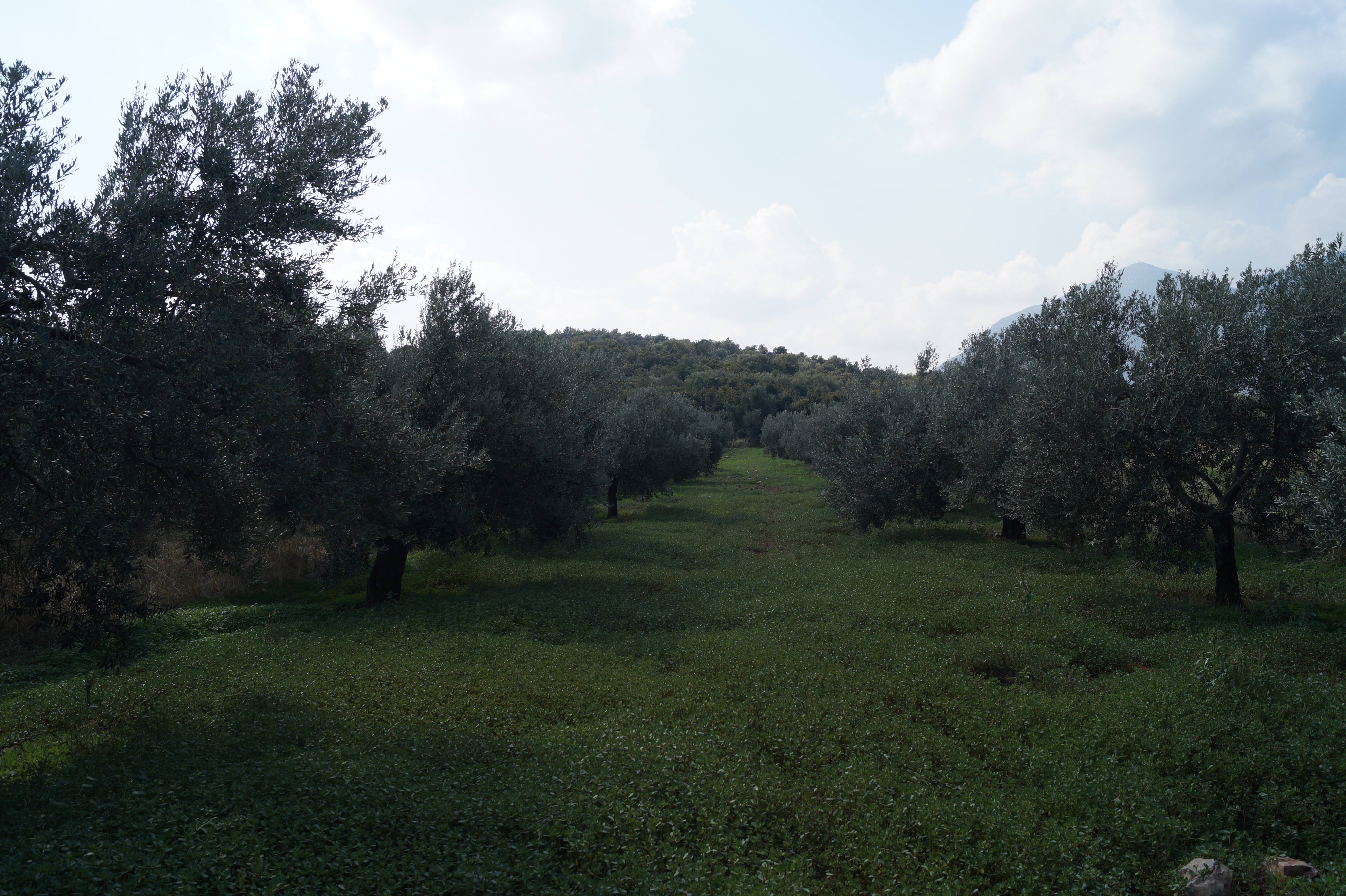
Fruchtbare Ebene westlich von Vassa